# Lokandu
Lokandu (anciennement Riba Riba) est une localité du Maniema, sur la rive gauche de la Lualaba dans l'actuelle République démocratique du Congo (territoire de Kaïlo), à une cinquantaine de kilomètres au nord de Kindu. Elle fut l'un des principaux postes développé par les esclavagistes de la fin du XIXe siècle dans la région.
La ville fut définitivement acquise à l'État indépendant du Congo le 30 avril 1893 lorsque Louis Napoléon Chaltin prit la ville aux Arabo-Swahilis.